# Португалска Златна обала
Португалска Златна обала (порт. Costa do Ouro) била је колонија Португалског царства у западној Африци. Постојала је од 1482. године до 1642. године. Налазила се у данашњој Гани. Главни град био је Елмина.

## Историја
Први европски истраживачи који су стигли у Гвинејске пределе Африке били су Португалци. Почевши од 1471. године, опловљавали су обале Гвинејског залива и упознавали се са територијама. Главни разлог ових путовања била је трговина, најпре златом, бибером и слоновачом. Током 1482. на Златној обали отпочела је изграда првог португалског утврђења. Његова намена је била учвршћивање позиције у односу на локалне афричке народе и друге европске истраживаче и колонизаторе.
Изграђено утврђење био је дворац Елмина (Сао Хорхе да Мина де Оро). Њени остаци постоје и данас, у граду Елмина у Гани. То је уједно и најстарија европска грађевина у подсахарској Африци. Елмина је постала главни град португалске колоније Златна обала. За првог управника колоније постављен је Дијого де Азамбужа, португалски племић.
Друго утврђење Португалци су изградили код данашњег града Аксима 1515. године.... Назвали су га Санто Антонио де Аксим. Код места Шама, изграђено је и треће утврђење 1526. године познато под именом Сао Себастијан Четврто утврђење налазило се у месту Осу, данашњој четврти града Акра. Њега су изградили Данци током 1660-их и назвали га Кристијансборг Португалске трупе су га на кратко окупирале и преименовале у Сан Франсиско Шавијер
Током 1625. године Холанђани су покушали да заузму Елмину, али неуспешно. У другом покушају 1637. године успели су да окупирају тврђаву, што је био увод у повлачење Португалаца са простора Западне обале. Последњи управник колоније био је Франсиско де Соте 1642. године, када су све три тврђаве предате Холандији која је основала своју колонију на Златној обали.

## Градови и утврђења
Португалци су током своје колонијалне управе изградили три утврђења на Златној обали и једно привремено држали у свом поседу.
| Елмина                          | Аксим                         | Шама                  | Акра                         |
| ------------------------------- | ----------------------------- | --------------------- | ---------------------------- |
| Сао Хорхе да Мина де Оро (1482) | Санто Антонио де Аксим (1515) | Сао Себастијан (1526) | Сан Франсиско Шавијер (1660) |
|                                 |                               |                       |                              |